# Histoire
Histoire bezeichnet in der Literaturwissenschaft nach den französischen Literaturwissenschaftlern Tzvetan Todorov und Gérard Genette den Inhalt, das „Was“ der Erzählung, das im Gegensatz zum „discours“, dem „Wie“ der Erzählung, steht. Die Histoire ist die chronologische Aufzählung aller Inhalte, die dem Rezipienten innerhalb des discours – hier oft nicht linear – zur Hand gegeben werden. Der Begriff geht auf Émile Benveniste zurück, der ihn in seinen Problèmes de linguistique générale (deutsch: Probleme der allgemeinen Sprachwissenschaft) entwickelt hat.
Analog werden auch folgende Gegensatzpaare verwendet:
- Welt und Darstellung (Martinez),
- story und plot (E. M. Forster),
- fabula und sujet (Boris Tomaschewski).